# Viktor von Prott

Viktor Lebrecht von Prott

Viktor Lebrecht Heinrich Prott, seit 1856 von Prott, (* 21. September 1781 in Hameln; † 16. Februar 1857 in Hannover) war ein hannoverscher General der Infanterie, Generaladjutant des Königs und Chef des Generalstabes.

## Herkunft
Sein Großvater war der kurbraunschweig-lüneburgische Premierleutnant Johann Bernhard Prott (um 1687–1732). Seine Eltern waren der Hauptmann der Artillerie in der Garnison Hameln, Major Johann August Prott, und Louise Sophie Kotzebue. Sein Taufpate war Viktor Leberecht von Trew.

## Leben
Er trat 1795 als Kadett in die Artillerie der Armee ein und avancierte 1802 zum Sekondeleutnant. Während der hannoverschen Besetzung und Auflösung der kurbraunschweigisch-lüneburgischen Truppen im Jahr 1803 ging er nach England, wo er am 20. April 1804 als Leutnant im Ingenieurkorps der King’s German Legion angestellt wurde. 1805 nahm er an der Expedition unter William Cathcart, 1. Earl Cathcart nach Norddeutschland und 1807 an der Belagerung Kopenhagens teil. 1807 wurde er Ingenieursoffizier in Sussex und auf Jersey, wo er den Bau von Martello-Türmen zum Schutze des Hafens von Saint-Hellier leitete. 1814 kehrte er in die Heimat zurück.
Nach der Neuerrichtung der hannoverschen Truppen und Verschmelzung mit der Legion im Jahr 1816 fand er wieder Anstellung als Oberstleutnant im Ingenieurskorps. Ferner wurde er Generalquartiermeisterleutnant und nahm die Geschäfte des Generalstabs wahr.
Als 1817 zum Wiederaufbau der Chausseen die General-Wegbau-Kommission gegründet wurde, wurde er mit Verordnung vom 26. April ihr erster und einziger technischer Leiter. Für die administrativen Geschäfte war Wegbauintendant Anton August Wilhelm Eichhorn zuständig.

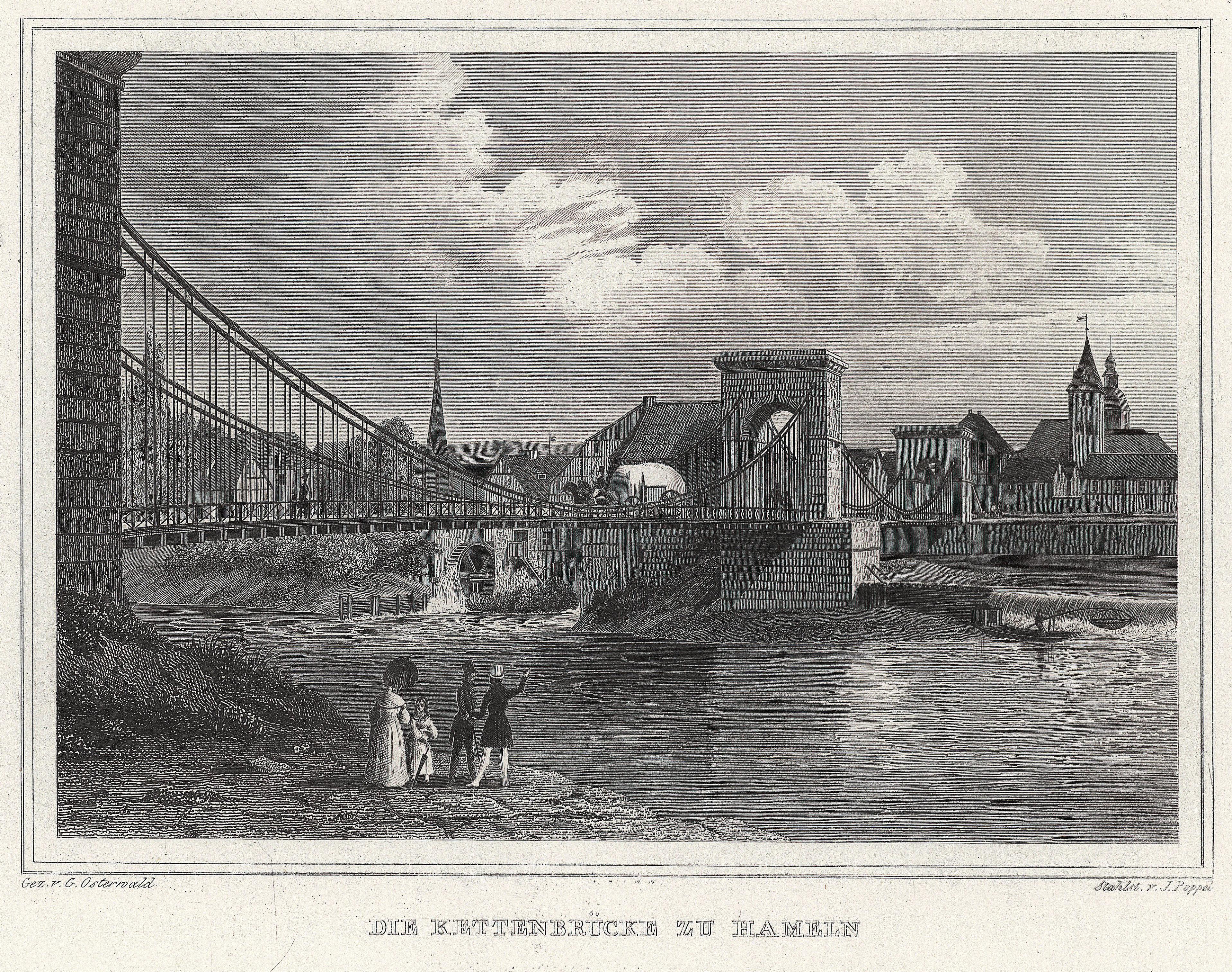
Kettenbrücke Hameln

Mit dem Brückeningenieur und Wegbaumeister Georg Dietrich Wendelstadt war um 1830 die Wilhelmsbrücke bei Kuventhal und 1836–39 die (vor dem Krieg nach Hessisch Oldendorf versetzte) von Georg Theodor Wendelstadt (1790–1860) entworfene Kettenbrücke in Hameln errichtet.
1843 übernahmen zivile Beamten die technische Leitung.
Als 1823 in Hannover die Generalstabsakademie gegründet wurde, wurde er auch deren oberster Leiter. Seine Vorliebe für mathematische Studien entsprachen nicht ganz den Bedürfnissen der Truppe. Unter Belassung in dieser Stellung erfolgte 1831 seine Ernennung zum Adjutanten von Wilhelm IV. 1833 stieg Prott zum Oberst und Generalquartiermeister auf und wurde 1837 Chef des Generalstabes. Im Jahr darauf wurde er zum Generalmajor befördert und 1845 zum diensttuenden Generaladjutanten von König Ernst August I. ernannt. Im Frühjahr 1845 leitete er mit dem Königlich Hannoverschen Ingenieurhauptmann Anton Heinrich Dammert jun. die Vermessung der Eisenbahnstrecke Emden-Papenburg.
Im März 1848 trat er in das Ministerium Stüve-Bennigsen als Kriegsminister ein, avancierte im Jahr darauf zum Generalleutnant und diente ab Ende Oktober 1850 wieder als Chef des Generalstabes. 1851 erhielt Prott den Titel eines persönlichen Generaladjutanten und stieg 1855 zum General der Infanterie auf. Für seine Verdienste wurde er am 15. Mai 1856 in den erblichen hannoverschen Adelsstand erhoben. Er war Großkreuz des Guelphen-Ordens und Inhaber des Ernst-August-Kreuzes. Prott starb 1857 in Ausübung seines Dienstes.